# Homostinea chersadacta
Homostinea chersadacta är en fjärilsart som beskrevs av Edward Meyrick 1932. Homostinea chersadacta ingår i släktet Homostinea och familjen äkta malar. Inga underarter finns listade i Catalogue of Life.